# Karl Alexander, Duce de Württemberg
Karl Alexander de Württemberg (24 mai 1684 – 12 martie 1737) a fost nobil din Casa de Württemberg care a guvernat Regatul Serbiei ca regent din 1720 până în 1733, când și-a asumat poziția de Duce de Württemberg, pe care a deținut-o până la moarte.

## Biografie
Născut la Stuttgart, el a fost fiul cel mare al lui Frederic Karl, Duce de Württemberg-Winnental și a Eleonore Juliane de Brandenburg-Ansbach.
Și-a succedat tatăl ca Duce de Württemberg-Winnental în 1698. Ca un comandant de succes de armată în serviciul împăratului Sfântului Imperiu Roman, el s-a convertit la romano catolicism în 1712. A avut succes militar sub conducerea Prințului Eugen de Savoia în Războiul spaniol de succesiune ca și în războiul împotriva turcilor. În 1719 a fost numit guvernator general de Belgrad.
În 1720 împăratul Carol al VI-lea l-a numit guvernator al regatului Serbiei. După 13 ani de domnie autocratică asupra Serbiei, în 1733 Karl Alexander a moștenit ducatul de Württemberg de la vărul său, Eberhard Louis. Ca Duce de Württemberg el și-a mutat curtea de la Ludwigsburg la Stuttgart. În timpul domniei sale, el l-a angajat ca finanțator pe Joseph Süss Oppenheimer, care a fost executat în 1738 pentru abuz în serviciu.
A domnit asupra ducatului până la moartea sa în 1737, și a fost succedat de fiul său în vârstă de nouă ani, Karl Eugen.

### Căsătorie și copii
La 1 mai 1727 la Frankfurt am Main Karl Alexander s-a căsătorit cu Prințesa Maria Augusta de Thurn și Taxis, fiica lui Anselm Franz, Prinț de Thurn și Taxis. Cuplul a avut următorii copii:
- Karl Eugen, Duce de Württemberg (1728–1793), căsătorit cu Elisabeth Fredericka Sophie de Brandenburg-Bayreuth; fără copii.
- Eugen Louis (1729)
- Louis Eugene, Duce de Württemberg (1731–1795), căsătorit cu Sofia Albertine de Beichlingen; au avut copii.
- Frederick al II-lea Eugene, Duce de Württemberg (1732–1797), căsătorit cu Friederike Dorothea de Brandenburg-Schwedt; au avut copii.
- Alexander Eugen (1733–1734)
- Auguste Elisabeth (1734–1787), căsătorită cu Karl Anselm, Prinț de Thurn și Taxis; au avut copii.

Mariajul lor de 10 ani a fost turbulent deși în general erau considerați a fi făcuți unul pentru altul, ambii fiind maeștri ai intrigii și ai diplomației secrete. Adesea el și-a folosit un servitor de încredere pentru a-și spiona soția pentru a se asigura că ea nu va interveni în guvernare ori va critica miniștrii ducelui. După o dispută deosebit de gravă în 1736, Karl Alexander a obținut promisiunea ei în scris că va sta departe de afacerile guvernamentale.

## În literatură și film
Deși povestea Ducelui Karl Alexander și Joseph Süß Oppenheimer a constituit un episod relativ obscur în istoria germană, a devenit subiectul unui număr de lucrări literare și dramatice de-a lungul a mai mult de un secol; cea mai veche dintre acestea fiind nuvela din 1827 a lui Wilhelm Hauff, intitulată Jud Süß. Adaptarea literară cea mai de succes a fost nuvela lui Lion Feuchtwanger din 1925 cu denumirea Jud Süß bazat pe o piesă scrisă în 1916, dar care ulterior a fost retrasă.
Ashley Dukes și Pavel Kornfeld au scris, de asemenea, adaptări dramatice ale romanului lui Feuchtwanger. În 1934, Lothar Mendes a regizat "Evreul Süss", o adaptare cinematografica a romanului.
Karl Alexander și relația sa cu Oppenheimer este portretizată ficțional în filmul de propagandă nazistă din 1940 a lui Veit Harlan cu denumirea Jud Süß.
Deși inspirat de detaliile istorice ale vieții lui Süß, nuvela lui Hauff, romanul lui Feuchtwanger și filmul lui Harlan corespund doar vag cu izvoarele istorice disponibile la Baden-Württemberg.